# Benson (condado de Rutland)
Benson es un lugar designado por el censo ubicado en el condado de Rutland en el estado estadounidense de Vermont. En el año 2010 tenía una población de 308 habitantes.

## Geografía
Benson se encuentra ubicado en las coordenadas 43°42′24″N 73°18′38″O / 43.70667, -73.31056.